# Apie van de Hoek
Apie van de Hoek was een Nederlands televisieprogramma voor kinderen.
Het programma werd gepresenteerd met een pop in de vorm van een aap en geproduceerd door Burny Bos. De uitzendingen vonden plaats tussen 1 januari 1989 en 28 mei 1989.